# Alphonse Esquiros
Henri-François-Alphonse Esquiros (* 23. Mai 1812 in Paris; † 12. Mai 1876 in Marseille) war ein französischer Schriftsteller und sozialistischer Politiker.

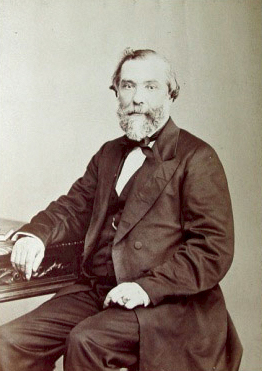
Alphonse Esquiros 1869

## Leben
Alphonse Esquiros entstammte einer bürgerlichen Pariser Familie und wurde im katholischen Glauben erzogen. Er brach ein Studium an der Sorbonne ab, entfernte sich unter dem Einfluss seines Freundes Lamennais vom Katholizismus und wurde ein Freidenker und militanter Vertreter des Antiklerikalismus. Als Schriftsteller trat er zuerst mit der Gedichtsammlung »Les Hirondelles« (1834) hervor, der er die Romane »Le Magicien« (1837) und »Charlotte Corday« (1840) sowie die »Chants d’un prisonnier« (1841) nachfolgen ließ. »Chants d’un prisonnier« verfasste er während der Verbüßung einer achtmonatigen Gefängnisstrafe, zu der er wegen seines als skandalös wahrgenommenen Werkes  »Évangile du peuple« (1840), einer Darstellung des Lebens Jesu, verurteilt wurde. In dieser Zeit (1841–1842) erschienen einige sozialkritische Publikationen wie: »Les vierges folles«, »Les vierges martyrs« und »Les vierges sages«. 1848 zum Mitglied der Nationalversammlung gewählt, wurde er nach dem Staatsstreich vom 2. Dez. 1851 aus Frankreich verbannt und lebte langjährig in England, bis ihm die von Napoleon III. erlassene Amnestie die Rückkehr nach Frankreich ermöglichte. Hier wurde er 1869 wiederum Mitglied der gesetzgebenden Versammlung. Am 8. Februar 1871 wurde er in die Nationalversammlung gewählt, wo er als Abgeordneter der äußersten Linken arbeitete.

## Werke
- Les Hirondelles, 1834
- L’Évangile du peuple, 1840
- Chants d’un prisonnier, 1841
- Paris, ou Les sciences, les institutions, et les moeurs au XIXe siècle, 1847
- Histoire des Montagnards,  (1847, neue Ausg. 1875)
- De la vie future au point de vue socialiste, 1850
- Histoire des martyrs de la liberté, 1851
- Les Vierges martyres, Les Vierges folles, Les Vierges sages 1840–42, La Morale universelle, 1859
- La Néerlande et la vie hollandaise, 1859
- L’Angleterre et la vie anglaise, (1859–70, 5 Bde.)